# Iakora (district)
Iakora is een district van Madagaskar in de regio Ihorombe. Het district telt 47.764 inwoners (2011) en heeft een oppervlakte van 4.633 km², verdeeld over 3 gemeentes. De hoofdplaats is Iakora.